# Шон Леві
Шон Адам Леві (англ. Shawn Adam Levy; нар. 23 липня 1968, Монреаль, Квебек, Канада) — американський актор, кінорежисер, сценарист і продюсер.

## Життєпис
У двадцять років Шон Леві з відзнакою закінчив Єльський університет і перебрався в Лос-Анджелес в пошуках щастя. Отримав кілька невеликих ролей в серіалах на кшталт «Джамп-стріт, 21» (1987—1991), «Тридцять-з-чимось» (1987—1991), «Беверлі-Гіллз, 90210» (1990—2000) і в декількох малопомітних картинах «Кошмар зомбі» (1986), «Дика штучка» (1986), «Цілунок» (1988).
Незабаром інтерес до акторської кар'єри дещо ослаб, і Шон вирішує спробувати себе в ролі режисера. Відповідну освіту отримує в Школі Кінематографа при Університеті Південної Каліфорнії.
Першою режисерською роботою стає телевізійний серіал «Таємний світ Алекс Мак» (1994 — 1998). У 1997 році виходить на великий екран з картинами «Адреса невідома» і «Just in Time», жодна з яких не має якогось значного успіху. Протягом наступних п'яти років як режисер працює виключно на телебаченні.
Наступна стрічка режисера, вельми успішна сімейна комедія «Великий товстий брехун>», вийшла на широкі екрани в 2002 році і зібрала в американському кінопрокаті близько 50 мільйонів доларів. Ще більший успіх мали всі наступні режисерські роботи Леві: «Молодята» (2003), «Гуртом дешевше» (2003), «Рожева пантера» (2006) і найбільш комерційно успішна картина «Ніч у музеї» (2006) з Беном Стіллером та Робіном Вільямсом, що зібрала в прокаті понад пів мільярда доларів.
Продовжує активно працювати як режисер і продюсер.

## Фільмографія
| Рік         |     | Українська назва                                           | Оригінальна назва                                                                                                   | Роль                                                     |
| ----------- | --- | ---------------------------------------------------------- | --- | -------------------------------------------------------- |
| 1986        | ф   |                                                            | Miles to Go ... | актор (Грег)                                             |
| 1986        | ф   | Кошмар зомбі                                               | Zombie Nightmare | актор (Джим Баттен)                                      |
| 1987        | ф   |                                                            | First Offender | актор                                                    |
| 1987        | ф   |                                                            | Wild Thing | актор (Пол)                                              |
| 1988        | ф   |                                                            | Liberace: Behind the Music                                                                                          | актор (Гленн)                                            |
| 1988        | ф   |                                                            | The Kiss | актор (Террі)                                            |
| 1989        | с   | Чайна-Біч                                                  | China Beach | актор (лейтенант)                                        |
| 1989 — 1990 | с   | Службове відрядження                                       | Tour of Duty | СП4 Бадд Сіллс                                           |
| 1990        | с   | Джамп-стріт, 21                                            | 21 Jump Street | актор (Ленс)                                             |
| 1990        | с   | Тридцять-з-чимось                                          | Thirtysomething | актор (Роберт)                                           |
| 1991        | ф   |                                                            | Our Shining Moment                                                                                                  | актор (Джей Джей)                                        |
| 1991        | ф   |                                                            | Brotherhood of the Gun                                                                                              | актор (Тедді МакБрайд)                                   |
| 1993        | с   | Беверлі-Хіллз, 90210                                       | Beverly Hills 90210                                                                                                 | актор (Говард Банчек)                                    |
| 1993        | ф   | Зроблено в Америці                                         | Made in America | актор (Дуейн)                                            |
| 1993        | с   |                                                            | Step by Step | актор (Деніел)                                           |
| 1993        | ф   |                                                            | Trouble Shooters: Trapped Beneath the Earth                                                                         | актор (Тревіс)                                           |
| 1994 — 2005 | с   | Біографії                                                  | Biography | актор ( в ролі самого себе )                             |
| 1996 — 1997 | с   | Таємний світ Алекс Мак                                     | The Secret World of Alex Mack                                                                                       | режисер                                                  |
| 1997 — 1998 | с   |                                                            | The Journey of Allen Strange                                                                                        | режисер                                                  |
| 1997 — 1998 | с   |                                                            | Lassie | режисер                                                  |
| 1997        | с   |                                                            | Just in Time | режисер, актор (Фотограф)                                |
| 1997 — 1998 | с   |                                                            | Dead Man's Gun | режисер                                                  |
| 1997        | ф   |                                                            | Address Unknown | режисер                                                  |
| 1998 — 2001 | с   | Перша хвиля                                                | First Wave | режисер                                                  |
| 1998 — 2001 | с   |                                                            | The Famous Jett Jackson                                                                                             | режисер, сценарист, виконавчий продюсер                  |
| 1999        | с   |                                                            | Dear America: Dreams in the Golden Country                                                                          | режисер                                                  |
| 1999        | ф   |                                                            | Stray Dog | режисер                                                  |
| 1999        | с   |                                                            | So Weird | режисер                                                  |
| 1999        | с   | Аніморфи                                                   | Animorphs | режисер                                                  |
| 2000        | с   |                                                            | In a Heartbeat | режисер                                                  |
| 2001        | ф   |                                                            | Jett Jackson: The Movie                                                                                             | режисер, виконавчий продюсер                             |
| 2002        | с   |                                                            | Reel Comedy | актор (в епізоді «Ніч в музеї»)                          |
| 2002        | ф   | Великий товстий брехун                                     | Big Fat Liar | режисер, актор (гість вечірки вовків)                    |
| 2002        | ф   |                                                            | I Saw Mommy Kissing Santa Claus                                                                                     | продюсер                                                 |
| 2002        | с   |                                                            | Do Over | режисер                                                  |
| 2002        | с   | Хижі птахи                                                 | Birds of Prey | режисер                                                  |
| 2003        | ф   | Оптом дешевше                                              | Cheaper by the Dozen                                                                                                | режисер, актор (прес репортер)                           |
| 2003        | ф   | Молодята                                                   | Just Married | режисер                                                  |
| 2003        | с   | Підстава                                                   | Punk'd | актор (в ролі самого себе)                               |
| 2004        | ф   |                                                            | The Deerings | режисер, продюсер                                        |
| 2005        | ф   |                                                            | Joint Custody | режисер                                                  |
| 2005        | ф   | Оптом дешевше 2                                            | Cheaper by the Dozen 2                                                                                              | режисер, продюсер, актор (інтерн в госпіталі)            |
| 2006        | ф   | Рожева пантера                                             | The Pink Panther | режисер                                                  |
| 2006        | ф   | Ніч в музеї                                                | Night at the Museum                                                                                                 | режисер, продюсер                                        |
| 2006        | с   |                                                            | Pepper Dennis | режисер, виконавчий продюсер                             |
| 2006        | док |                                                            | Film '72 | актор (в ролі самого себе)                               |
| 2006        | док | Життя після школи Кіно                                     | Life After Film School                                                                                              | актор (в ролі самого себе)                               |
| 2007        | док | Історичні тенденції: Костюми фільму Ніч в музеї            | Historical Threads: The Costumes of «Night at the Museum»                                                           | актор (в ролі самого себе)                               |
| 2007        | кф  | Оживляючи «Музей»                                          | Bringing the Museum to Life                                                                                         | актор (в ролі самого себе)                               |
| 2009        | кф  |                                                            | Night at the Museum: Battle of the Smithsonian - Directing 201: A Day in the Life of Director / Producer Shawn Levy | актор (в ролі самого себе)                               |
| 2008        | ф   | Одного разу у Вегасі                                       | What Happens in Vegas                                                                                               | продюсер                                                 |
| 2008        | ф   | Голий барабанщик                                           | The Rocker | продюсер                                                 |
| 2009        | ф   | Рожева пантера 2                                           | The Pink Panther | виконавчий продюсер                                      |
| 2009        | ф   | Ніч в музеї 2                                              | Night at the Museum 2                                                                                               | режисер, продюсер, актор (батько з телевізійного ролика) |
| 2009        | с   | Студія 30                                                  | 30 Rock | актор (Скотті Шофар)                                     |
| 2010        | ф   | Божевільне побачення                                       | Date Night | режисер, продюсер                                        |
| 2010 — 2011 | с   |                                                            | Made in Hollywood                                                                                                   | актор (в ролі самого себе)                               |
| 2011        | ф   | Жива сталь                                                 | Real Steel | режисер, продюсер                                        |
| 2011        | с   |                                                            | The Big Picture | актор (в ролі самого себе)                               |
| 2011        | с   | Час                                                        | The Hour | актор (в ролі самого себе)                               |
| 2011        | с   |                                                            | Janela Indiscreta                                                                                                   | актор (в ролі самого себе)                               |
| 2011        | ф   | Сімейний альбом                                            | Family Album | режисер, виконавчий продюсер                             |
| 2012        | ф   | Дружинники                                                 | Neighborhood Watch                                                                                                  | продюсер                                                 |
| 2011 — 2013 | с   | Останній справжній чоловік                                 | Last Man Standing                                                                                                   | виконавчий продюсер                                      |
| 2013        | ф   | Захопливий час                                             | The Spectacular Now                                                                                                 | продюсер                                                 |
| 2013        | ф   | Кадри                                                      | The Internship | режисер                                                  |
| 2014        | ф   | Ніч в музеї 3                                              | Night at the Museum 3                                                                                               | режисер                                                  |
| 2014        | ф   | Далі живіть самі                                           | This Is Where I Leave You                                                                                           | режисер                                                  |
| 2014        | ф   | Олександр і жахливий, жахливий, поганий, дуже поганий день | Alexander and the Terrible, Horrible, No Good, Very Bad Day                                                         | продюсер                                                 |
| 2014 — 2015 | с   | Крістела                                                   | Cristela | продюсер                                                 |
| 2016        | ф   | Прибуття                                                   | Arrival | продюсер                                                 |
| 2016        | с   | Дуже дивні справи                                          | Stranger Things | режисер, виконавчий продюсер                             |
| 2016        | ф   | Чому він?                                                  | Why Him? | продюсер                                                 |
| 2017        | ф   | Махач вчителів                                             | Fist Fight | продюсер                                                 |
| 2021        | ф   | Персонаж                                                   | Free Guy | режисер, продюсер                                        |
| 2022        | ф   | Проект Адам                                                | The Adam Project | режисер, продюсер                                        |
| 2023        | ф   | Бугімен                                                    | The Boogeyman | продюсер                                                 |
| 2024        | ф   | Дедпул і Росомаха                                          | Deadpool & Wolverine                                                                                                | режисер, продюсер, сценарист                             |
| 2024        | ф   | Хижий ліс                                                  | Never Let Go | продюсер                                                 |